# Karl Henry
Karl Henry, född den 26 november 1982 i Wolverhampton, är en engelsk fotbollsspelare.

## Karriär
Karl Henry började som ungdomsspelare i Stoke City och han fick göra sin debut i A-laget säsongen 2001-2002. Han har spelat U-18, -20, -21 fotboll för England.
Den 25 september 2017 värvades Henry av Bolton Wanderers, där han skrev på ett kontrakt över säsongen 2017/2018. Den 23 november 2018 gick Henry till Bradford City, där han skrev på för spel i två månader.